# Betain-aldehid dehidrogenaza
Betain-aldehid dehidrogenaza (EC 1.2.1.8, betainska aldehidna oksidaza, BADH, betain aldehidna dehidrogenaza, BetB) je enzim sa sistematskim imenom betain-aldehid:NAD+ oksidoreduktaza. Ovaj enzim katalizuje sledeću hemijsku reakciju
betainski aldehid + NAD+ +2O {\displaystyle \rightleftharpoons } betain + NADH + 2 H+
Kod mnogih bakterija, biljki i životinja, osmoprotektant betain se sintetiše u dva koraka: (1) holin do betainskog aldehid i (2) betainski aldehid do betain. Ovaj enzim učestvuje u drugom koraku. On se javlja u pojedinim biljkama, životinjama i bakterijama. Različiti enzimi učestvuju u prvoj reakciji. Kod biljki, tu reakciju katalizuje EC 1.14.15.7 (holin monooksigenaza), dok kod životinja i mnogih bakterija nju posreduje bilo za membranu vezana EC 1.1.99.1 (holinska dehidrogenaza) ili rastvorna EC 1.1.3.17 (holinska oksidaza). Kod nekih bakterija, betain se sintetiše iz glicina putem dejstva EC 2.1.1.156 (glycin/sarkosin N-metiltransferaze) i EC 2.1.1.157 (sarkozin/dimetilglicin N-metiltransferaze).

## Literatura
- Nicholas C. Price; Lewis Stevens (1999). Fundamentals of Enzymology: The Cell and Molecular Biology of Catalytic Proteins (Third изд.). USA: Oxford University Press. ISBN 019850229X.
- Eric J. Toone (2006). Advances in Enzymology and Related Areas of Molecular Biology, Protein Evolution (Volume 75 изд.). Wiley-Interscience. ISBN 0471205036.
- Branden C; Tooze J. Introduction to Protein Structure. New York, NY: Garland Publishing. ISBN 0-8153-2305-0.
- Irwin H. Segel. Enzyme Kinetics: Behavior and Analysis of Rapid Equilibrium and Steady-State Enzyme Systems (Book 44 изд.). Wiley Classics Library. ISBN 0471303097.
- William P. Jencks (1987). Catalysis in Chemistry and Enzymology. Dover Publications. ISBN 0486654605.

## Spoljašnje veze
- Betaine-aldehyde+dehydrogenase на 